# Coupe d'Europe des clubs de beach soccer
La Coupe d'Europe des clubs de beach soccer, plus connue sous son nom anglais Euro Winners Cup, est une compétition annuelle de Beach soccer créée en 2013 et disputée entre clubs européens.

## Histoire
Créée en 2013 par la BSWW, l’Euro Winners Cup peut être comparée à la Ligue des champions de l'UEFA. Le principe est le même : les meilleures équipes de plusieurs pays européens se retrouvent sur un même tournoi afin de décerner le titre de champion des champions.
Pour la première édition, la BSWW choisit comme site d’accueil la côte Est italienne et la station balnéaire de San Benedetto del Tronto.
Les éditions suivantes se déroulent toujours en Italie, mais sur la plage de Catane, dans l'enceinte de la DomusBet Arena Beach Stadium.

## Format
En 2013, la compétition est composée d'une phase qualificative composée de 7 groupes de 4 équipes dont il faut finir parmi les 2 premiers ou les 2 meilleurs troisièmes pour se qualifier pour les huitièmes de finale. La phase finale se compose de quatre tours classiques à élimination directe : huitième de finale, quarts de finale, demi-finales et finale.

## Titres et trophées

### Podiums
| #  | Édition | Vainqueur        | Finaliste    | 3e               | Clubs | Lieu          |
| -- | ------- | ---------------- | ------------ | ---------------- | ----- | ------------- |
| 1  | 2013    | Lokomotiv Moscou | Griffin BS   | Besiktas JK      | 20    | San Benedetto |
| 2  | 2014    | BSC Kristall     | Milano BS    | SC Braga         | 25    | Catane        |
| 3  | 2015    | BSC Kristall (2) | Catania BS   | FC Vybor         | 28    | Catane        |
| 4  | 2016    | Viareggio        | Artur Music  | SC Braga         | 32    | Catane        |
| 5  | 2017    | SC Braga         | Artur Music  | Lokomotiv Moscou | 54    | Nazaré        |
| 6  | 2018    | SC Braga (2)     | BSC Kristall | KP Łódź (en)     | 58    | Nazaré        |
| 7  | 2019    | SC Braga (3)     | KP Łódź (en) | Levante UD       | 60    | Nazaré        |
| 8  | 2020    | BSC Kristall (3) | SC Braga     | Real Münster     | 27    | Nazaré        |
| 9  | 2021    | BSC Kristall (4) | SC Braga     | San Francisco    | 50    | Nazaré        |
| 10 | 2022    | CB Loures        | SC Braga     | Falfala KQ BSC   | 32    | Nazaré        |

### Trophées individuels
| Édition | Meilleur buteur                 | Meilleur buteur | Meilleur joueur                  | Meilleur gardien                    |
| Édition | Nom                             | Buts            | Meilleur joueur                  | Meilleur gardien                    |
| ------- | ------------------------------- | --------------- | -------------------------------- | ----------------------------------- |
| 2013    | Dejan Stankovic ( Grasshoppers) | 13              | Egor Shaykov ( Lokomotiv Moscou) | Vitaliy Sydorenko ( Griffin Kyiv)   |
| 2014    | Léo Martins ( Milano)           | 13              | Bruno Xavier ( Kristall)         | Dona ( Braga)                       |
| 2015    | Ihar Brishtel ( Vybor)          | 14              | Datinha ( Kristall)              | Simone Del Mestre ( Catania)        |
| 2016    | Gabriele Gori ( Viareggio)      | 18              | Rodrigo ( Catania)               | Vitaliy Sydorenko (2e, Artur Music) |
| 2017    | Gabriele Gori (2e, Viareggio)   | 18              | Mauricinho ( Braga)              | Vitaliy Sydorenko (3e, Artur Music) |
| 2018    | Llorenç Gómez ( Kfar Qassem)    | 16              | Mauricinho (2e, Kristall)        | Dona (2e, Braga)                    |
| 2019    | Gabriele Gori (3e, Artur Music) | 26              | Jordan Santos ( Braga)           | Dariusz Słowiński ( KP Łódź)        |
| 2020    | Llorenç Gómez (2e, Artur Music) | 22              | Mauricinho (3e, Kristall)        | Rafa Padilha ( Braga)               |
| 2021    | Bernardo Lopes ( GRAP)          | 18              | Mauricinho (4e, Kristall)        | Maxim Chuzhkov ( Kristall)          |

### Palmarès par club
| Équipe               | Victoire(s)                | Finale(s) perdue(s) | Troisième(s) place(s) |
| -------------------- | -------------------------- | ------------------- | --------------------- |
| Kristall             | 4 (2014, 2015, 2020, 2021) | 1 (2018)            | –                     |
| Braga                | 3 (2017, 2018, 2019)       | 3 (2020, 2021,2022) | 2 (2014, 2016)        |
| Lokomotiv Moscow     | 1 (2013)                   | –                   | 1 (2017)              |
| Viareggio            | 1 (2016)                   | –                   | –                     |
| CB Loures            | 1 (2022)                   | –                   | –                     |
| BSC Artur Music (en) | –                          | 2 (2016, 2017)      | –                     |
| KP Łódź (en)         | –                          | 1 (2019)            | 1 (2018)              |
| Catania BS           | –                          | 1 (2015)            | –                     |
| Milano BS            | –                          | 1 (2014)            | –                     |
| Griffin Kyiv         | –                          | 1 (2013)            | –                     |
| San Francisco        | –                          | –                   | 1 (2021)              |
| Real Münster         | –                          | –                   | 1 (2020)              |
| Levante UD (en)      | –                          | –                   | 1 (2019)              |
| Vybor                | –                          | –                   | 1 (2015)              |
| Beşiktaş             | –                          | –                   | 1 (2013)              |
| Falfala KQ BSC       | –                          | –                   | 1 (2022)              |

### Palmarès par pays
| Nation    | Victoire(s) | Finale(s) perdue(s) | Troisième(s) place(s) |
| --------- | ----------- | ------------------- | --------------------- |
| Russie    | 5           | 1                   | 1                     |
| Portugal  | 3           | 2                   | 2                     |
| Italie    | 1           | 2                   | -                     |
| Ukraine   | -           | 3                   | 1                     |
| Pologne   | -           | 1                   | 1                     |
| Espagne   | -           | -                   | 2                     |
| Allemagne | -           | -                   | 1                     |
| Turquie   | -           | -                   | 1                     |

|  | Champions       |                   |                         | 32e de finale |
|  | Finalistes      |                   | Group stage             |               |
|  | 3e place        | {\displaystyle n} | Nombre de clubs engagés |               |
|  | 4e place        | ×                 | Aucune club engagé      |               |
|  | Quart de finale |                   | Pays hôte               |               |
|  | 16e de finale   | —                 | —                       |               |

| Chronologie des apparitions et meilleure performance | Chronologie des apparitions et meilleure performance | Chronologie des apparitions et meilleure performance | Chronologie des apparitions et meilleure performance | Chronologie des apparitions et meilleure performance | Chronologie des apparitions et meilleure performance | Chronologie des apparitions et meilleure performance | Chronologie des apparitions et meilleure performance | Chronologie des apparitions et meilleure performance | Chronologie des apparitions et meilleure performance | Chronologie des apparitions et meilleure performance | Chronologie des apparitions et meilleure performance |
| AnnéesPays                                           | 2013                                                 | 2014                                                 | 2015                                                 | 2016                                                 | 2017                                                 | 2018                                                 | 2019                                                 | 2020                                                 | 2021                                                 | 2022                                                 | Total                                                |
| ---------------------------------------------------- | ---------------------------------------------------- | ---------------------------------------------------- | ---------------------------------------------------- | ---------------------------------------------------- | ---------------------------------------------------- | ---------------------------------------------------- | ---------------------------------------------------- | ---------------------------------------------------- | ---------------------------------------------------- | ---------------------------------------------------- | ---------------------------------------------------- |
| Allemagne                                            | ×                                                    | 1                                                    | 1                                                    | 1                                                    | 1                                                    | 1                                                    | 1                                                    | 3                                                    | 2                                                    | 4                                                    | 15                                                   |
| Angleterre                                           | 1                                                    | 1                                                    | 1                                                    | 2                                                    | 1                                                    | ×                                                    | 1                                                    | 1                                                    | ×                                                    | 1                                                    | 9                                                    |
| Azerbaïdjan                                          | 1                                                    | ×                                                    | 1                                                    | ×                                                    | ×                                                    | ×                                                    | ×                                                    | ×                                                    | ×                                                    | ×                                                    | 2                                                    |
| Biélorussie                                          | 1                                                    | 1                                                    | 1                                                    | 1                                                    | 1                                                    | 1                                                    | 1                                                    | ×                                                    | ×                                                    | ×                                                    | 7                                                    |
| Belgique                                             | ×                                                    | ×                                                    | 1                                                    | 1                                                    | 1                                                    | 1                                                    | 1                                                    | 2                                                    | 3                                                    | 2                                                    | 12                                                   |
| Bulgarie                                             | ×                                                    | 1                                                    | 1                                                    | 1                                                    | 1                                                    | 1                                                    | 1                                                    | ×                                                    | 1                                                    | 1                                                    | 8                                                    |
| Danemark                                             | ×                                                    | ×                                                    | ×                                                    | 1                                                    | ×                                                    | 1                                                    | 1                                                    | ×                                                    | 1                                                    | 1                                                    | 5                                                    |
| Espagne                                              | 1                                                    | 1                                                    | 2                                                    | 1                                                    | 2                                                    | 2                                                    | 3                                                    | 2                                                    | 5                                                    | 3                                                    | 22                                                   |
| Estonie                                              | ×                                                    | 1                                                    | 1                                                    | 1                                                    | 1                                                    | 1                                                    | 1                                                    | ×                                                    | ×                                                    | 1                                                    | 7                                                    |
| Finlande                                             | ×                                                    | ×                                                    | ×                                                    | ×                                                    | ×                                                    | ×                                                    | 1                                                    | ×                                                    | ×                                                    | 1                                                    | 2                                                    |
| France                                               | 1                                                    | 1                                                    | 1                                                    | 1                                                    | 1                                                    | 1                                                    | 1                                                    | 1                                                    | 3                                                    | 2                                                    | 13                                                   |
| Géorgie                                              | ×                                                    | ×                                                    | 1                                                    | 1                                                    | 1                                                    | 1                                                    | 1                                                    | ×                                                    | 2                                                    | ×                                                    | 8                                                    |
| Grèce                                                | 1                                                    | 1                                                    | 1                                                    | 1                                                    | 1                                                    | 1                                                    | 2                                                    | 1                                                    | 1                                                    | 2                                                    | 12                                                   |
| Hongrie                                              | 1                                                    | 1                                                    | 1                                                    | 1                                                    | 1                                                    | ×                                                    | 1                                                    | ×                                                    | ×                                                    | ×                                                    | 6                                                    |
| Israël                                               | 1                                                    | 1                                                    | ×                                                    | 1                                                    | 1                                                    | 1                                                    | ×                                                    | ×                                                    | 2                                                    | 2                                                    | 7                                                    |
| Italie                                               | 3                                                    | 3                                                    | 3                                                    | 3                                                    | 2                                                    | 3                                                    | 1                                                    | ×                                                    | 1                                                    | 2                                                    | 21                                                   |
| Kazakhstan                                           | ×                                                    | 1                                                    | 1                                                    | ×                                                    | 1                                                    | ×                                                    | ×                                                    | ×                                                    | ×                                                    | 1                                                    | 4                                                    |
| Lettonie                                             | 1                                                    | 1                                                    | ×                                                    | 1                                                    | 1                                                    | 1                                                    | 1                                                    | ×                                                    | ×                                                    | ×                                                    | 6                                                    |
| Lituanie                                             | ×                                                    | ×                                                    | ×                                                    | 1                                                    | ×                                                    | 1                                                    | ×                                                    | ×                                                    | ×                                                    | 1                                                    | 3                                                    |
| Moldavie                                             | 1                                                    | 1                                                    | 1                                                    | 1                                                    | 1                                                    | 1                                                    | 1                                                    | 2                                                    | 2                                                    | 1                                                    | 12                                                   |
| Norvège                                              | ×                                                    | ×                                                    | ×                                                    | ×                                                    | ×                                                    | 1                                                    | ×                                                    | ×                                                    | ×                                                    | ×                                                    | 1                                                    |
| Pays-Bas                                             | 1                                                    | 1                                                    | ×                                                    | 1                                                    | 1                                                    | 1                                                    | 1                                                    | ×                                                    | ×                                                    | ×                                                    | 6                                                    |
| Pologne                                              | 1                                                    | 1                                                    | 2                                                    | 2                                                    | 2                                                    | 2                                                    | 2                                                    | ×                                                    | ×                                                    | 1                                                    | 13                                                   |
| Portugal                                             | 1                                                    | 1                                                    | 1                                                    | 1                                                    | 4                                                    | 5                                                    | 10                                                   | 7                                                    | 17                                                   | 9                                                    | 56                                                   |
| Roumanie                                             | ×                                                    | ×                                                    | 1                                                    | 1                                                    | 1                                                    | 1                                                    | ×                                                    | 1                                                    | ×                                                    | 1                                                    | 6                                                    |
| Russie                                               | 1                                                    | 2                                                    | 2                                                    | 3                                                    | 5                                                    | 2                                                    | 5                                                    | 2                                                    | 4                                                    | ×                                                    | 26                                                   |
| Tchéquie                                             | ×                                                    | 1                                                    | 1                                                    | ×                                                    | ×                                                    | 1                                                    | 1                                                    | ×                                                    | 1                                                    | 1                                                    | 6                                                    |
| Slovaquie                                            | ×                                                    | ×                                                    | ×                                                    | ×                                                    | ×                                                    | ×                                                    | ×                                                    | ×                                                    | ×                                                    | 1                                                    | 1                                                    |
| Suède                                                | ×                                                    | ×                                                    | ×                                                    | ×                                                    | 1                                                    | ×                                                    | ×                                                    | 1                                                    | 2                                                    | 1                                                    | 5                                                    |
| Suisse                                               | 1                                                    | 1                                                    | 1                                                    | 2                                                    | 1                                                    | ×                                                    | 1                                                    | 1                                                    | ×                                                    | ×                                                    | 8                                                    |
| Turquie                                              | 1                                                    | 1                                                    | 1                                                    | 1                                                    | 1                                                    | 1                                                    | 2                                                    | ×                                                    | ×                                                    | 1                                                    | 9                                                    |
| Ukraine                                              | 1                                                    | 1                                                    | 1                                                    | 1                                                    | 2                                                    | 2                                                    | 3                                                    | 3                                                    | 3                                                    | ×                                                    | 17                                                   |
| Total d'équipes                                      | 20                                                   | 25                                                   | 28                                                   | 32                                                   | 36                                                   | 34                                                   | 44                                                   | 27                                                   | 50                                                   | 40                                                   | 336                                                  |
| Total de pays                                        | 18                                                   | 22                                                   | 23                                                   | 25                                                   | 25                                                   | 24                                                   | 24                                                   | 13                                                   | 16                                                   | 21                                                   | –                                                    |